# Ovacık, Honaz
Ovacık là một xã thuộc huyện Honaz, tỉnh Denizli, Thổ Nhĩ Kỳ. Dân số thời điểm năm 2010 là 380 người.